# Phoberus (kreeft)
Phoberus is een geslacht van kreeftachtigen uit de klasse van de Malacostraca (hogere kreeftachtigen).

## Synoniem
- Acanthacaris Spence Bate, 1888